# Ацетабулярія
Ацетабуля́рія (лат. Acetabularia), також відома як «келих русалки» — рід зелених водоростей, гігантська сифонова одноклітинна водорість із єдиним клітинним ядром. 
Уперше цю якість ацетабулярії описав у 1930-х роках німецький біолог Йоахім Геммерлінг.
Стебло дорослої рослини має довжину від 2-3 см до 5-7 см, а капелюшок (парасолька) - до 1,5 см в діаметрі . Для окремих видів довжина стеблини досягає 10 см і навіть 18 см .Ацетабулярія мешкає в морях в умовах тропічного та субтропічного клімату (зокрема, у Середземному морі, у басейні Індійського океану та Карибського моря). Ацетабулярія живе на мілководді і часто ушкоджується прибоєм. Еволюційне пристосування до цього середовища - здатність до регенерації всіх втрачених частин, крім клітинного ядра. При цьому єдине ядро цієї одноклітинної рослини знаходиться в різоїді (ніжці), прикріпленій до каменів
Рід ацетабулярія — це близько 20 видів, в тропічних і субтропічних морях. Завдяки велетенському стійкому ядру ацетабулярія — класичний об'єкт цитологічних досліджень (взаємодія ядра і цитоплазми, пересадка ядра).
Німецький біолог Хаммерлінг продемонстрував значення ядра як сховища генетичного матеріалу в експериментах на одноклітинній морській водорості ацетабулярії.
Різні види ацетабулярій відрізняються передусім будовою «шапочки». У середземноморської ацетабулярії, наприклад, «шапочка» кругла й увігнута, а в ацетабулярії Веттштейна вона розсічена на лопаті і схожа на квітку. Було проведено такий експеримент: ніжку без «шапочки» від середземноморської ацетабулярії пересадили на ризоїди ацетабулярії Веттштейна. Отримали «вегетативний гібрид». Він швидко надбудував собі «шапочку», і вона виявилася розсіченою на лопаті. Це означало, що саме ядро визначає особливості будови «шапочки».

## Перші публікації
Організм був вперше описаний в 1586 (Mattoli, 1586), через 54 роки пішла друга публікація (Parkinson, 1640) і 172 роки пізніше - третя (Linneaus, 1758). У 1930-ті роки. Геммерлінг відкрив одноклітинний характер водоростей. Вибухова зростання публікацій відбулося між 1950 і 1980 роками, досягаючи п'яти сотень за десятиліття (у період найбільшого підйому в 1970 — головним чином, за тематикою ритмів і електрофізіології), після чого він пішов на спад (графік числа публікацій наведений за посиланням.                         Опублікував Сабадош Д.